# Neagra (okręg Marusza)
Neagra – wieś w Rumunii, w okręgu Marusza, w gminie Lunca Bradului. W 2011 roku liczyła 513 mieszkańców.